# Бассольс Рибера, Марина
Марина Бассольс Рибера (исп. Marina Bassols Ribera; род. 13 декабря 1999, Бланес) — испанская теннисистка; победительница двух турниров WTA 125 в одиночном разряде; бронзовый призёр Средиземноморских игр 2018 года в парном разряде.

## Общая информация
Родилась 13 декабря 1999 года в Бланесе, в Испании.

## Спортивная карьера
В 2018 году на Средиземноморских играх в Таррагоне в парном разряде завоевала бронзовую медаль.
Бассольс Рибера дебютировала в основной сетке WTA-тура на Открытом чемпионате Палермо в 2021 году в одиночном и парном разрядах.

### 2023
Участвовала в Открытом чемпионате Монтеррея 2023 года как lucky loser.
В сентябре 2023 года выиграла свой первый титул WTA 125 на Открытом чемпионате Любляны, обыграв в финале Зейнеп Сёнмез в двух сетах.
В начале декабря 2023 года завоевала свой второй титул WTA 125 на Открытом чемпионате Андорры в Андорра-ла-Велья (Андорра), в финале победив россиянку Эрику Андрееву также в двух сетах со счётом: 7-5, 7-6(7-3).

### 2024
Бассольс Рибера участвовала в Открытом чемпионате Трансильвании 2024 года, как lucky loser, но проиграла в первом раунде Жаклин Кристиан.
Занимая 115-е место в рейтинге, испанка дебютировала на турнире Большого шлема в 2024 году на Открытом чемпионате США, победив в квалификации. Она проиграла в первом же раунде восьмой сеяной Барборе Крейчиковой.

## Итоговое место в рейтинге WTA по годам
| Год  | Одиночный рейтинг | Парный рейтинг |
| 2023 | 110               | 381            |
| 2022 | 159               | 250            |
| 2021 | 292               | 263            |
| 2020 | 370               | 232            |
| 2019 | 363               | 260            |
| 2018 | 383               | 368            |
| 2017 | 558               | 875            |
| 2016 | 1253              | —              |